# Herbert H. Schultes
Herbert H. Schultes (* 31. Oktober 1938; † 2020) war ein deutscher Designer.

## Wirken
Schultes prägte als Chefdesigner der Siemens AG maßgeblich Erscheinungsbild und Produkte des Unternehmens. Neben seiner Aufgabe als Designmanager hat er stets eigene Entwürfe für kleinere Unternehmen entwickelt. In zahlreichen Institutionen setzte er sich für die Belange des deutschen Designs ein. 1996 stellte er sein Konzept des „Design light“ vor: „Es reicht nicht aus, die Produkte nur ökoeffizient, sprich in ökologischer Hinsicht befriedigend zu gestalten; sie müssen auch in Zukunft qualitativ hochwertig, verlässlich, sicher und attraktiv sein, und zwar in dem Maße, dass es trendy, in oder gar chic ist, diese Produkte zu besitzen und zu benutzen.“
Nach dem Ingenieur- und Designstudium in München, das er als Stipendiat des Kulturkreises im Bundesverband der Deutschen Industrie absolvierte, arbeitete er von 1961 bis 1967 als Designer bei der Siemens AG und war Assistent des Chefdesigners Edwin A. Schricker (1921–2008).
1967 gründete er zusammen mit Norbert Schlagheck in München Schlagheck Schultes Design (heute: Schlagheck Design).
1985 wurde Herbert H. Schultes Chefdesigner der Siemens AG. Unter der Leitung von Schultes wurde die Designabteilung 1997 durch Zusammenschluss mit der Messebauabteilung des Konzerns ausgegliedert und firmierte zunächst als Siemens Design & Messe GmbH, ab 1999 als designafairs GmbH. 1997 bis 2000 war Schultes Geschäftsführer des Unternehmens.
Als Vorsitzender des Auftrittes der Bundesrepublik Deutschland war er maßgeblich an der Vorbereitung und Ausführung der International Design Conference Aspen (IDCA) beteiligt, die 1996 unter dem Motto „Gestaltung: Visions of German Design“ stattfand. Es ist die bis heute umfassendste und bedeutendste internationale Präsentation deutschen Designs.
Schultes war am Aufbau des Studienganges Industriedesign an der Hochschule für angewandte Wissenschaften München beteiligt, danach lehrte er Industriedesign an den Kölner Werkschulen. Er war berufenes Mitglied der Freien Akademie der Künste Mannheim, Kulturforschung und -vermittlung. Produkte, die er oder Design-Teams unter seiner Leitung entwarfen, sind im Museum of Modern Art, New York und Chicago Athenaeum Museum of Architecture and Design zu sehen.
- Vorstandsmitglied IF International Design Forum Hannover (bis 1996)
- Vorstandsmitglied Internationales Design Zentrum Berlin (bis 1998)
- Vorsitzender des Vorstandes und Initiator der Gründung des Design Zentrum München
- IDCA Aspen, Board Member of International Council
- Bauhaus-Universität Weimar: Initiator und Mitbegründer des Institutes für Design Light

Bis zu seinem Lebensende arbeitete Herbert Schultes in seinem Studio am Ammersee in der Nähe von München.

## Entwürfe (Auswahl)
- Schmalfimkameras Movex S/SV für Agfa-Geveart, 1967
- makro pocket für Agfa-Geveart, 1978
- Kleinbildkamera Optima 1035 für Agfa-Geveart, 1978
- Stuhl duktus für Bulthaup, 1996
- Kinder-Regenstiefel für Elefanten, 1981
- Stehleuchten Athene (2005), Orion, Numa (1996), Ops und Pilos für ClassiCon, München
- Tisch- und Stehleuchte Orbis für ClassiCon, 1994
- Halogenstrahler für Osram und Siemens, 1984
- Mobile Küche system 20 für Bulthaup, 1997
- Küchensystem b3 für Bulthaup, 2004
- Mirrorwall für Duravit

## Ehrungen
- 1995 Siemens Design erhält die Auszeichnung Design Team des Jahres (Design Zentrum Nordrhein Westfalen, Essen)[5]
- zahlreiche awards des Industrie Forum Design Hannover, Design Center Stuttgart, red dot design award, Essen
- 1997 Designpreis der Landeshauptstadt München,
- 2001 Verleihung des Verdienstkreuzes am Bande des Verdienstordens der Bundesrepublik Deutschland
- 2002 Bundespreis „Förderer des Designs“, Bundesministerium für Wirtschaft
- 2009 Ehrenmitgliedschaft des Deutschen Designer Clubs[6] für sein Lebenswerk